# Leșnița, Loveci
Leșnița (în bulgară Лешница) este un sat în Obștina Loveci, Regiunea Loveci, Bulgaria.

## Demografie
Componența etnică a satului Leșnița
     Nicio identificare (2,02%)
     Bulgari (97,97%)
     Altele (0%)
La recensământul din 2011, populația satului Leșnița era de 148 locuitori. Din punct de vedere etnic, majoritatea locuitorilor (97,97%) erau bulgari. Pentru 2,02% din locuitori nu este cunoscută apartenența etnică.